# Quirinus von Neuss

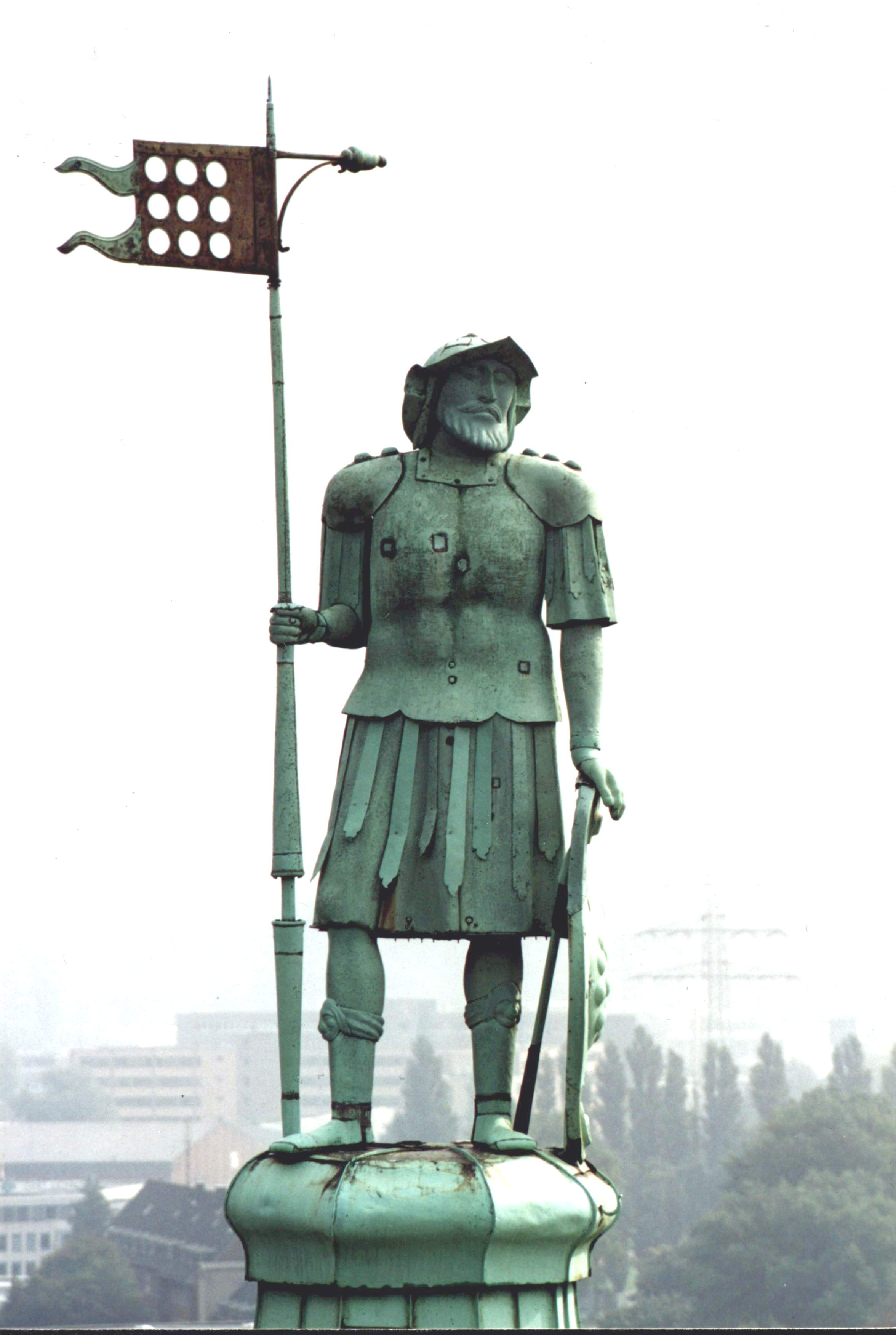
Quirinus auf der Kuppel des Quirinusmünsters Neuss

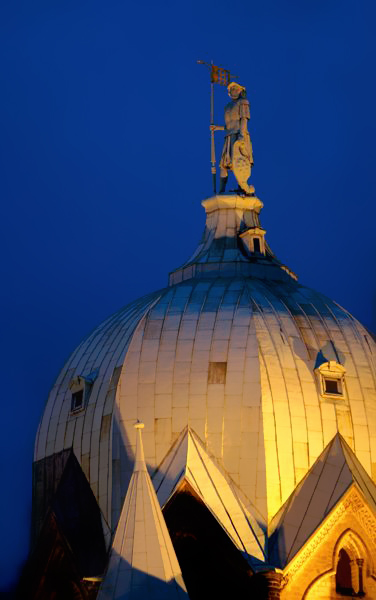
Die Statue des heiligen Quirinus wacht auf der Kuppel des Neusser Münsters über die Stadt.

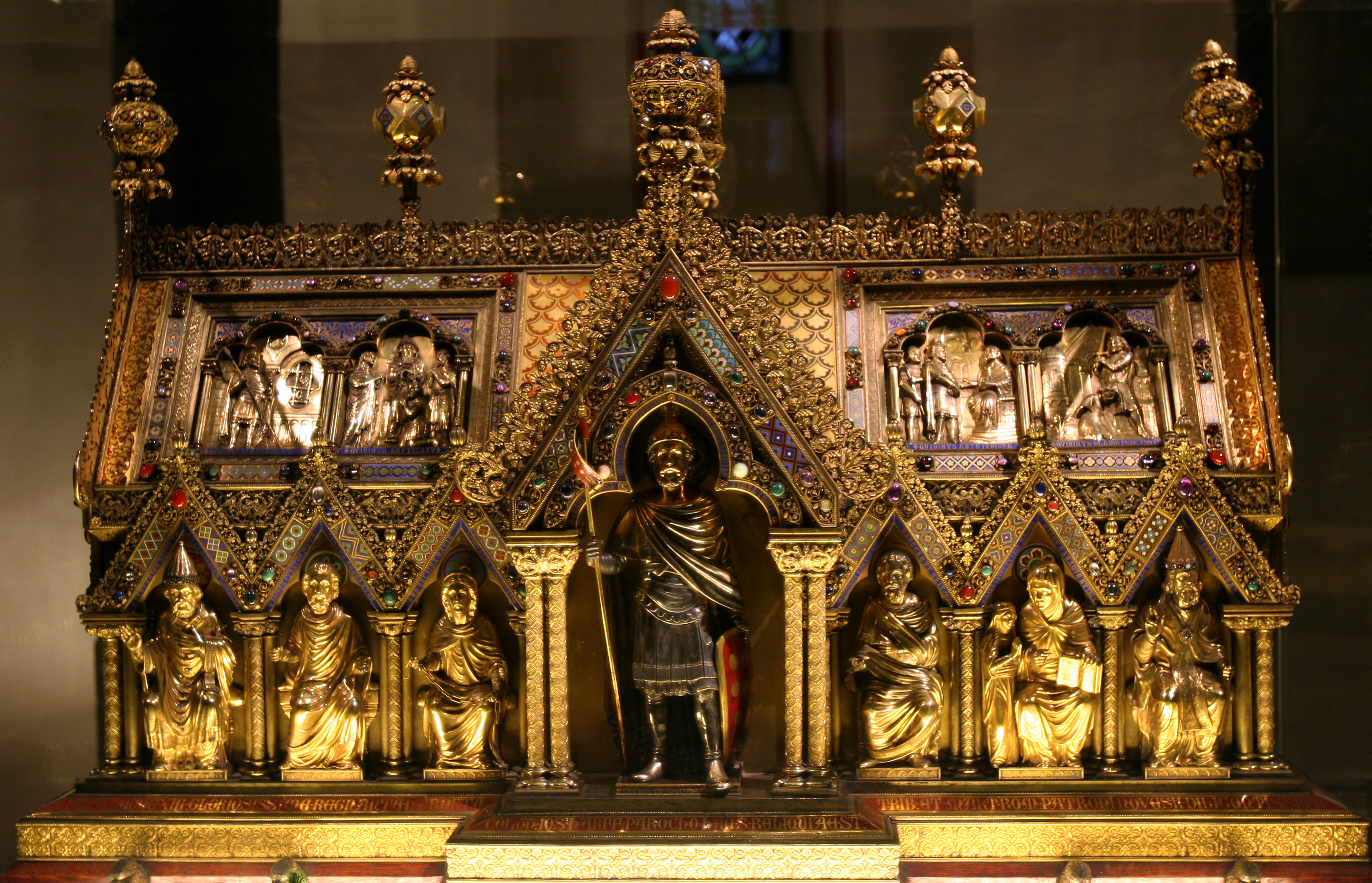
Der Schrein des heiligen Quirinus im Münster der Stadt Neuss ist das Ziel vieler Pilger.

Quirinus von Rom oder Quirinus von Neuss war christlicher Tradition zufolge ein römischer Tribun und christlicher Märtyrer aus dem 2. Jahrhundert, der unter Kaiser Hadrian (117–138) enthauptet wurde.

## Legende
Um Quirinus’ Leben ranken sich viele Legenden, es gibt jedoch keine gesicherten historischen Quellen. 
Nach seiner im 6./7. Jahrhundert verfassten Passio war er als römischer Tribun Gefängniswärter des heiligen Alexander und konvertierte zusammen mit seiner Tochter Balbina zum Christentum. Unter Kaiser Hadrian als Christ verfolgt und enthauptet, wurde er in den Praetextatus-Katakomben an der Via Appia in Rom beigesetzt. Papst Leo IX. schenkte – der im 15./16. Jahrhundert entstandenen lokalen Legende nach – im Jahr 1050 die Reliquien seiner angeblichen Schwester Gepa, Äbtissin im Kanonissenstift zu Neuss. Zur Ehre seiner Reliquien, die in einem kostbaren goldenen Reliquienschrein aufbewahrt werden, wurde die Kirche St. Quirinus in Neuss erbaut. Doch sind eine Quirinusverehrung und ein am 30. April – dem Tag seiner Translatio – begangenes Quirinusfest schon vorher in Neuss nachweisbar, bezogen sich aber möglicherweise ursprünglich auf Quirinus von Siscia.

## Ikonografie
Dargestellt wird Quirinus mit Märtyrerpalme und vor allem seit dem 16./17. Jahrhundert als römischer Offizier mit Helm, Lanze, Fahne, Wappenschild. Als Quirinus von Neuss trägt er häufig einen Wappenschild oder eine Fahne mit neun Kugeln. Die neun Kugeln stellen einen volksetymologischen Bezug des römischen Namens von Neuss Castrum novaesium zur lateinischen Zahl novem = neun her.
Darstellung eines Hl. Quirinus als Bischof beziehen sich dagegen auf gleichnamige Heilige des 3. bzw. 4. Jahrhunderts, Bischöfe von Rouen bzw. Sisak in Kroatien.

## Verehrung
Seit dem 11. Jahrhundert ist Quirinus Stadtpatron von Neuss. Sein Fest ist der 30. April, es wird im Erzbistum Köln und in Neuss (hier Hochfest) in Erinnerung an den überlieferten Tag der Translatio begangen (wenn es ein Sonntag ist, ansonsten findet am folgenden Sonntag eine Reliquienprozession statt). Die Reliquien werden im eigens zu diesem Anlass erbauten Quirinus-Münster (1209–1250) in Neuss in einem kostbaren Schrein aufbewahrt. Ein älterer Schrein befindet sich als Leihgabe der Münsterpfarre im Clemens-Sels-Museum. Der neuere Schrein, der eine Stiftung Neusser Bürger zum Quirinus-Jubiläum im Jahr 1900 ist, wurde vom Aachener Goldschmied Bernhard Witte entworfen und in seiner Aachener Werkstatt August Witte GmbH hergestellt, wobei einige Heilige, Bischöfe und die Sitzfigur sowie das Relief mit Szenen aus dem Leben des Heiligen Quirin seinem Bruder August Witte (2) zugeschrieben sind.
Seine Verehrung verbreitete sich rasch über ganz Europa. Neben Hubertus, Cornelius und Antonius, dem Einsiedler, gehört er zu den Vier heiligen Marschällen. Er ist weiterhin Patron der Pferde, Rinder und Ritter und wird gegen Bein- und Fußleiden, Gicht, Lähmung, Eitergeschwüre, Hautausschlag, Pest, Ohrenschmerzen, Kropf, Fisteln, Knochenfraß, Pocken und Pferdekrankheiten angerufen. Neuss wurde so im Mittelalter (neben Köln und Aachen) einer der bedeutendsten Wallfahrtsorte im Rheinland. Neben der Betrachtung der wundertätigen Reliquien erstrebte man, das wundertätige Wasser aus der „Hirnschale“ des Heiligen zu trinken. 
Bis heute (besonders um den 30. April) pilgern Menschen zum Quirinus-Schrein (seit 2009 Basilica minor). Im Jahr 2008 begründete Oberpfarrer Guido Assmann die Tradition der Quirinus-Wallfahrtsoktav, die seitdem dem Fest mit der Reliquienprozession vorausgeht.

## Das Lied zum heiligen Quirinus
1. Zu Dir send’ ich meinen Gruß, /
fall’ in Demut Dir zu Fuß, /
heiliger Quirinus! /
Höre doch mein Bittgeschrei /
und im Leid mein Helfer sei, /
heiliger Quirinus!
2. Was den Leib, die Seele plagt, /
sei nächst Gott auch Dir geklagt, /
heiliger Quirinus! /
Armut, Trübsal, Angst und Not, /
Krankheit, Teu’rung, Krieg und Tod, /
heiliger Quirinus!
3. Nimm Dich dann, o Gottesmann, /
aller die Dich ehren an, /
heiliger Quirinus! /
Die gebeugt in Demut steh’n, /
Deine Fürbitt’ anzufleh’n, /
heiliger Quirinus!
4. Nichts noch hat, was Du begehrt, /
jemals Dir der Herr verwehrt, /
heiliger Quirinus! /
Trag’ Du nur im Sel’gen Chor /
unser Leid dem Höchsten vor, /
heiliger Quirinus!
5. Flehe für uns zu dem Sohn, /
dort auf seines Vaters Thron, /
heiliger Quirinus! /
Daß wir doch auf dieser Erd’ /
gar nicht scheun’ Müh’ und Beschwerd, /
heiliger Quirinus!
6. Bitt’, daß wir mit Freudigkeit /
tragen alles in der Zeit, /
heiliger Quirinus! /
Und dort einst als ew’gen Lohn /
tragen auch die Siegerkron’, /
heiliger Quirinus!
7. Fleh’, daß wir an Gottes Hand /
wahren wohl den Gnadenstand, /
heiliger Quirinus! /
Fleh’, daß immer gute Werk /
unser Ruhm sei, uns’re Stärk’, /
heiliger Quirinus!
8. Dieses ist’s, um das wir flehn, /
laß uns Deine Hilfe seh’n, /
heiliger Quirinus! /
Segne uns mit milder Hand, /
uns’re Stadt und Vaterland, /
heiliger Quirinus!

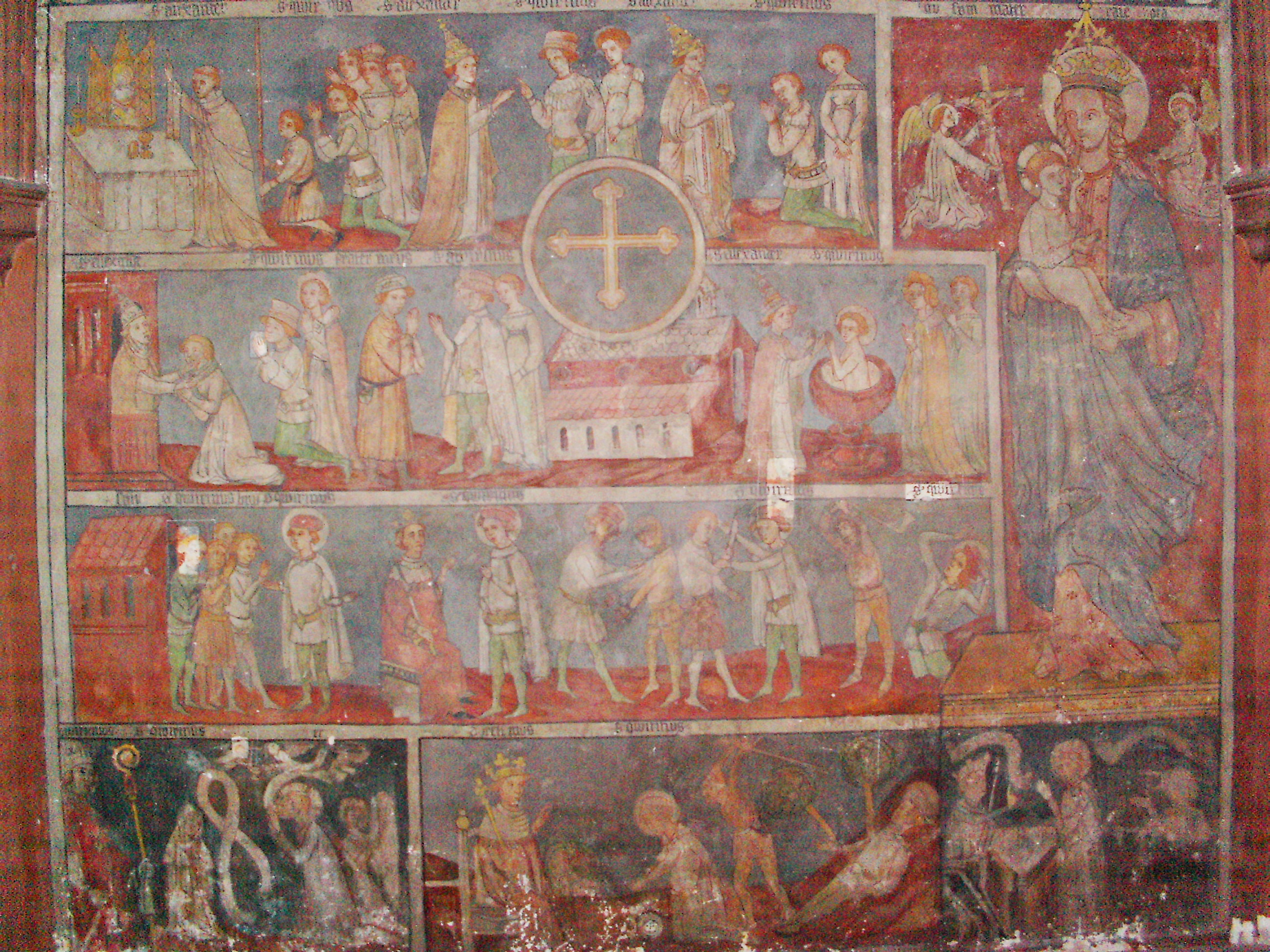
Klosterkirche St. Lambrecht, sogenannte Quirinuswand

(Text und Musik: Julius Busch, 1900)
In der Klosterkirche des ehemaligen Dominikanerinnenkonvents Lambrecht (Rheinland-Pfalz) gibt es eine komplette Chorwand mit der Vita des Hl. Quirinus in Seccomalerei, aus der Zeit um 1400.